# 貝爾II實驗
36°9′28″N 140°4′30″E / 36.15778°N 140.07500°E

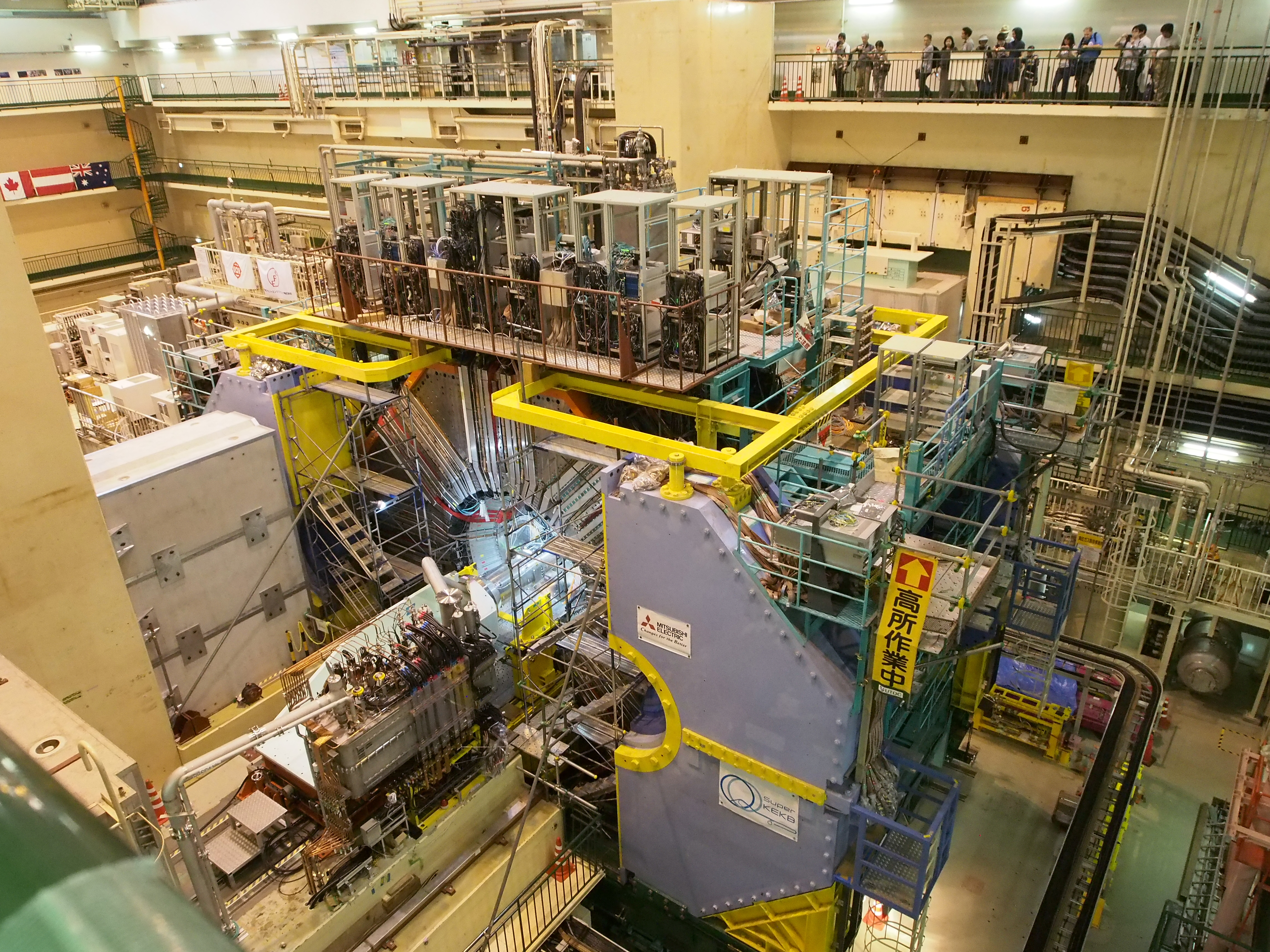

貝爾II實驗（Belle II experiment）是一个粒子物理实验，旨在研究B介子（含有底夸克的重粒子）的特性。實驗中的貝爾II探測器是貝爾實驗中貝爾探測器的后继者，在日本茨城縣筑波市高能加速器研究機構的SuperKEKB加速器综合体运行。貝爾II探测器于2017年4月推入SuperKEKB对撞点，于2018年初开始采集数据。在貝爾II运行期间，其预计将收集到比貝爾探測器多50倍左右的数据，这主要是因为SuperKEKB提供的瞬时光度比貝爾探測器的KEKB加速器增加了40倍。